# Histoire des Juifs au Suriname

Grande synagogue allemande (néerlandaise) de Neve Shalom de Keizerstraat à Paramaribo (1892)

Les débuts de l'histoire des Juifs au Suriname remontent au milieu du XVIIe siècle. À cette époque, les Anglais commencent à coloniser cette portion de la côte guyanaise et à en exploiter les potentialités agricoles. Ils font venir à cet effet un grand nombre d’esclaves africains servant de main-d’œuvre et quelques colons européens. Parmi ceux-ci, de nombreux Juifs séfarades, de langue espagnole et portugaise, qui bénéficient d’une liberté inégalée aux Amériques et même en Europe à cette époque et vont former la plus grande communauté juive des Caraïbes. Après que la colonie est passée aux mains des Hollandais, les privilèges de la communauté perdurent et les juifs fondent Jodensavanne, la « savane des Juifs » qui devient la plus grande localité agricole juive de l’époque. Avec le temps, les Juifs se mêlent aux populations noires, les deux communautés s’influençant mutuellement.

## Installation des Juifs

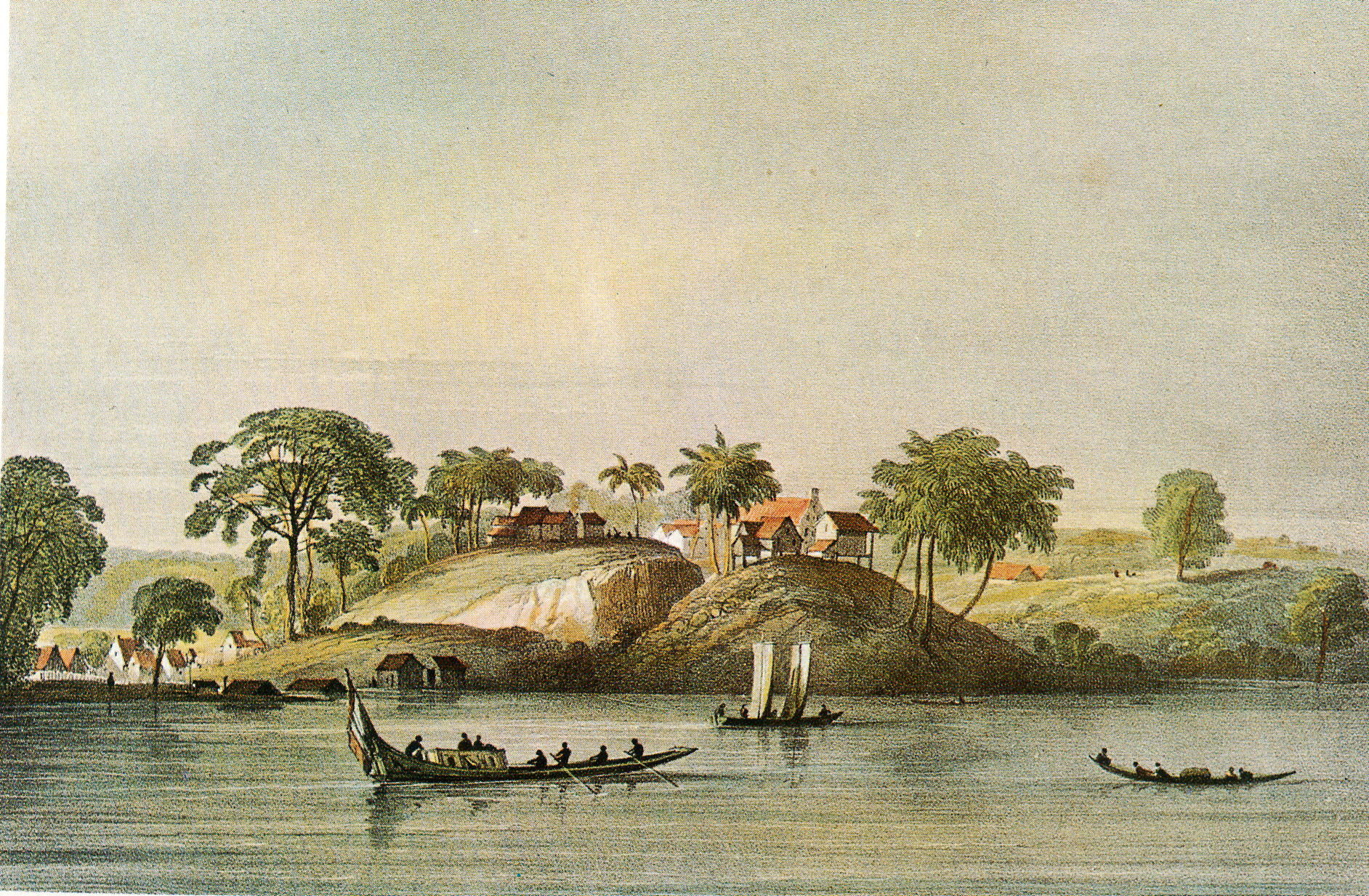
Jodensavanne, village juif sur les rives du fleuve Suriname vers 1830.

Durant les débuts de la colonisation de la côte guyanaise au XVIIe siècle, les puissances européennes se disputent le contrôle de ses territoires qui changent en conséquence plusieurs fois de mains. Le Suriname, après avoir été colonisé par les Anglais va finalement devenir une possession néerlandaise.
Les colonies sucrières du Suriname ont d'abord été l'œuvre des Anglais et des Français. En 1650, Anthony Rowse quitte la Barbade anglaise pour fonder une colonie qu'il baptise Fort Willoughby, le futur Paramaribo, à l'embouchure de la rivière de Surinam, où vivait déjà un colon isolé du nom de Jacob Enoch depuis deux ans avec sa famille et qui n'avait jamais eu à se plaindre d'une quelconque forme d'hostilité des indigènes. Après avoir négocié avec les chefs amérindiens, Anthony Rowse installe rapidement cinq cents plantations de sucre où travaillaient 1 000 Blancs, rapidement rejoints par 2 000 esclaves noirs.
Les Juifs s'implantent dans les années 1660 le long du fleuve Suriname, principale artère de communication de la colonie. Les Anglais favorisent cette installation, faisant bénéficier les Juifs de nombreux privilèges inédits pour l’époque tels le droit de commercer, de posséder des terres, de pratiquer publiquement leur culte et de créer des tribunaux rabbiniques.
Dès 1658, Paulo Jacomo Pinto, représentant à Amsterdam des Juifs de Livourne, s'inquiète de l'afflux des juifs à Livourne en raison des persécutions subies à Oran, alors sous contrôle espagnol. Il proposa en 1659 de créer un village juif autonome, proche du site de Thorarica, habité par des juifs hollandais dès les années 1620 et à Nieuw Middelburg, dans le territoire d'Essequibo (actuel Guyana). L'idée est acceptée par les autorités britanniques qui octroient à leurs sujets juifs cinq hectares de terres non loin du fleuve Suriname. Ainsi est créé le village de Cassipora, du nom de la crique où il se situe. L’emplacement du village reste incertain à ce jour mais son cimetière - le plus ancien cimetière juif de la colonie - a été retrouvé. L’épitaphe la plus ancienne date de 1666. Sous l’influence de Samuel Nassi, fils de David Cohen Nassi, la localité gagne en autonomie, elle obtient une représentation au sein des instances de la colonie et se dote de bateaux permettant  la mise en place d’une commerce fluvial. David Cohen Nassi va s'installer lui sur l'île de Cayenne (actuelle Guyane française).
Le 12 septembre 1659, David Cohen Nassi conclut un accord avec la Compagnie néerlandaise des Indes occidentales pour la création d'un village juif, à Remire-Montjoly ou Irmire, sur la côte ouest de l'île, où s'installent également des Gorneyim (Granas). En 1664, à l'arrivée des Français à Cayenne, les Néerlandais se rendent sans combattre mais obtiennent la garantie du libre exercice de leur religion pour les Juifs. Néanmoins, les deux tiers des Juifs de Remire-Montjoly, soit environ 300 personnes, partent s'établir au Suriname,.
Le 27 février 1667, les Néerlandais envahissent la colonie anglaise fondée en 1650 par Anthony Rowse, sous le commandement d’Abraham Crijnssen, avec l'aide d'esclaves marrons cachés dans la jungle. Ils rebaptisent Fort Willoughby Fort Zeelandia et le 31 juillet 1667, Britanniques et Néerlandais signent le traité de Breda : la future New York passe aux Anglais et le Suriname aux Néerlandais. Willoughbyland prend le nom de « Guyane » néerlandaise.

## Colonisation hollandaise et fondation de Jodensavanne

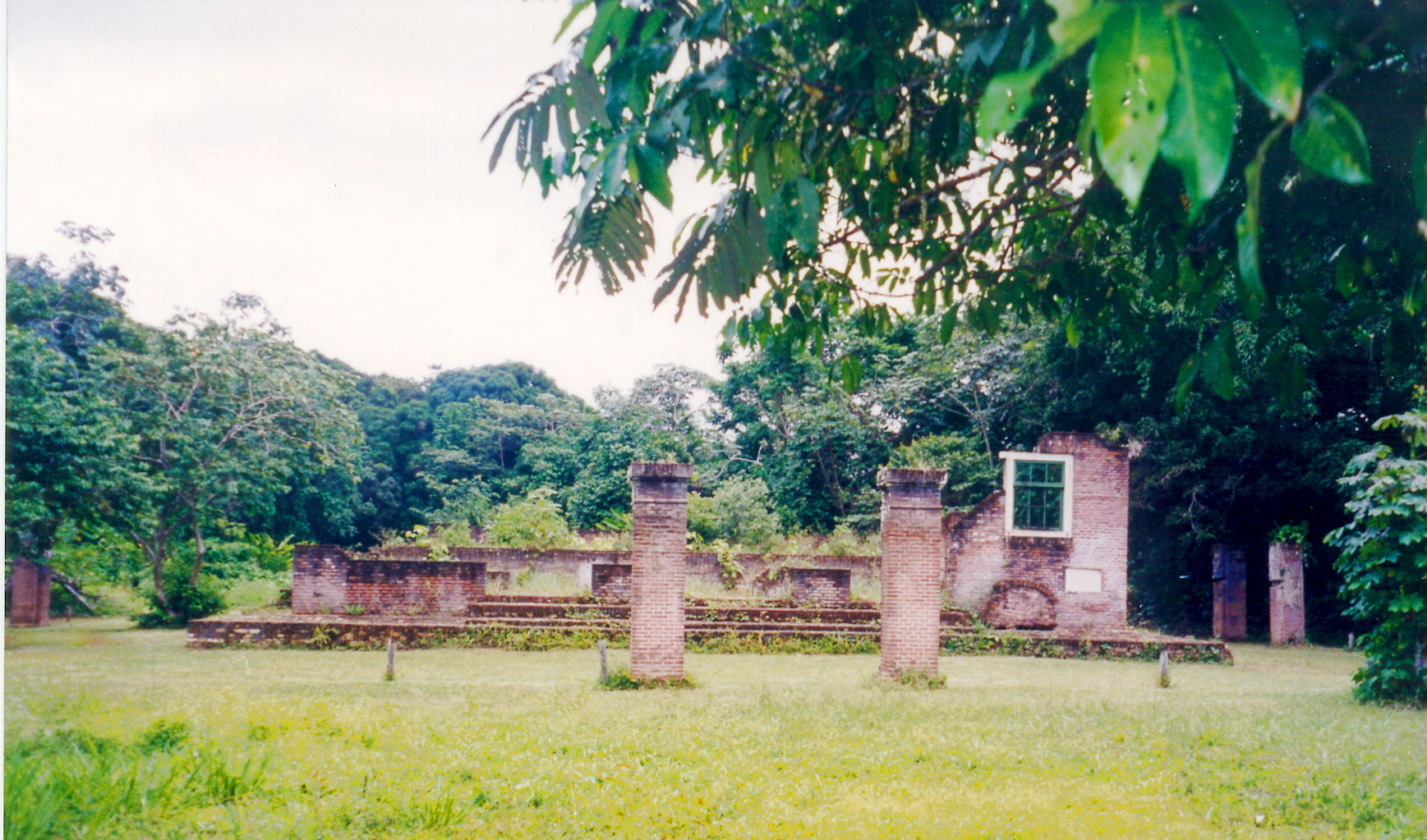
Restes de l'ancienne synagogue de Jodensavanne en 2000.

En 1667, la colonie passe aux mains des Hollandais qui renouvèlent le statut accordé aux colons juifs par les Anglais. Cette politique vise non seulement à retenir la population juive mais aussi à faire venir d’autres Juifs, recherchés pour leur expertise du commerce international. Les Hollandais semblent être satisfaits des services rendus par la population juive si l'on en croit le témoignage du gouverneur Cornelis Van Aerssen Van Sommelsdijck qui indique ; 
« Je dois exprimer l’immense satisfaction que je tire et continue à tirer  chaque jour de la diligence, du zèle, de la sollicitude et de l’honnêteté des membres de la nation juive […], et je souhaiterais pouvoir en dire le quart de nos chrétiens.»
En 1685, ainsi que l’atteste une pierre tombale, les Juifs quittent Cassipora devenue trop exigüe et fondent à deux kilomètres en aval la colonie de Jodensavanne, la savane des Juifs qui devient dès lors le centre de la communauté juive du Suriname. Cette communauté, est par plusieurs aspects totalement inédite et exceptionnelle dans l’histoire juive. Elle constitue la plus importante localité agricole juive de son temps et ses habitants jouissent de privilèges totalement inconnus dans le reste de la chrétienté : liberté de pratiquer leur religion, autorisation de construire une synagogue, liberté de propriété, droit d'avoir son propre tribunal de droit, un système éducatif, ou droit d'avoir une propre milice,...

## Déclin de Jodensavanne et relocalisation de la communauté à Paramaribo

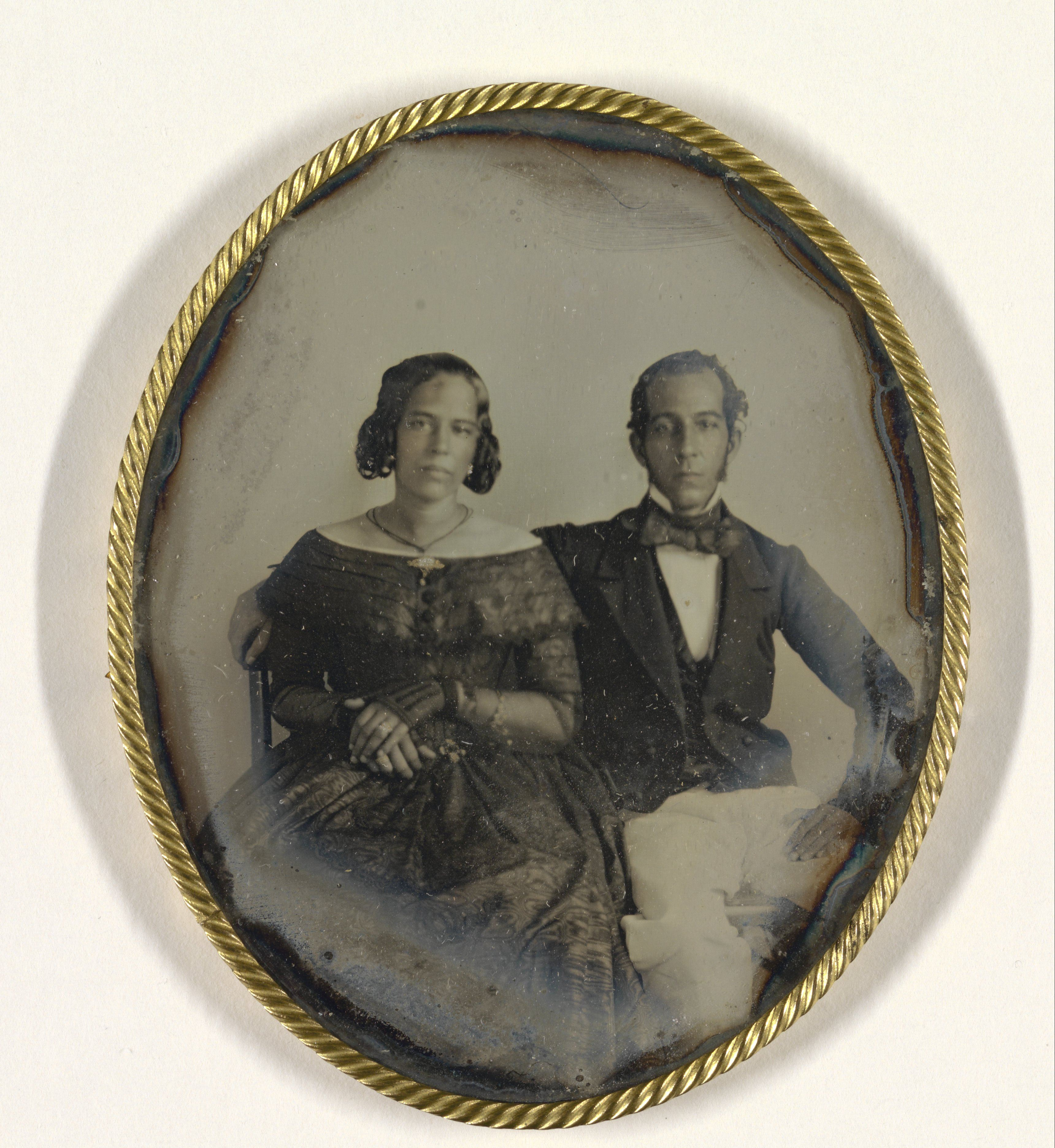
« Portrait d'un couple marié au Suriname » (1846). Daguerréotype où figurent Maria Louise de Hart, fille d'une esclave affranchie (par achat en 1827) et de Mozes Meijer de Hart (1793-1844), venu d'Amsterdam, un propriétaire juif de plantation, et de Johannes Ellis, fils extra-conjugal d'Abraham de Veer, gouverneur néerlandais au Ghana et d'une femme ghanéenne Fanny Ellis. Le couple s'installera à Amsterdam en 1860 avec leurs quatre enfants. Leur plus jeune fils, Abraham George Ellis (1846-1916), deviendra ministre du gouvernement néerlandais au début du XXe siècle.

À la fin du XVIIIe siècle, Jodensavanne est désertée par ses habitants. Les conflits incessants avec les noirs marrons et la crise financière qui touche la bourse d'Amsterdam ruinent l'économie de plantation sur laquelle repose la subsistance de cette communauté. On estime qu'au tournant des XVIIIe et XIXe siècles, les deux tiers des Juifs du Suriname vivent dans la pauvreté.

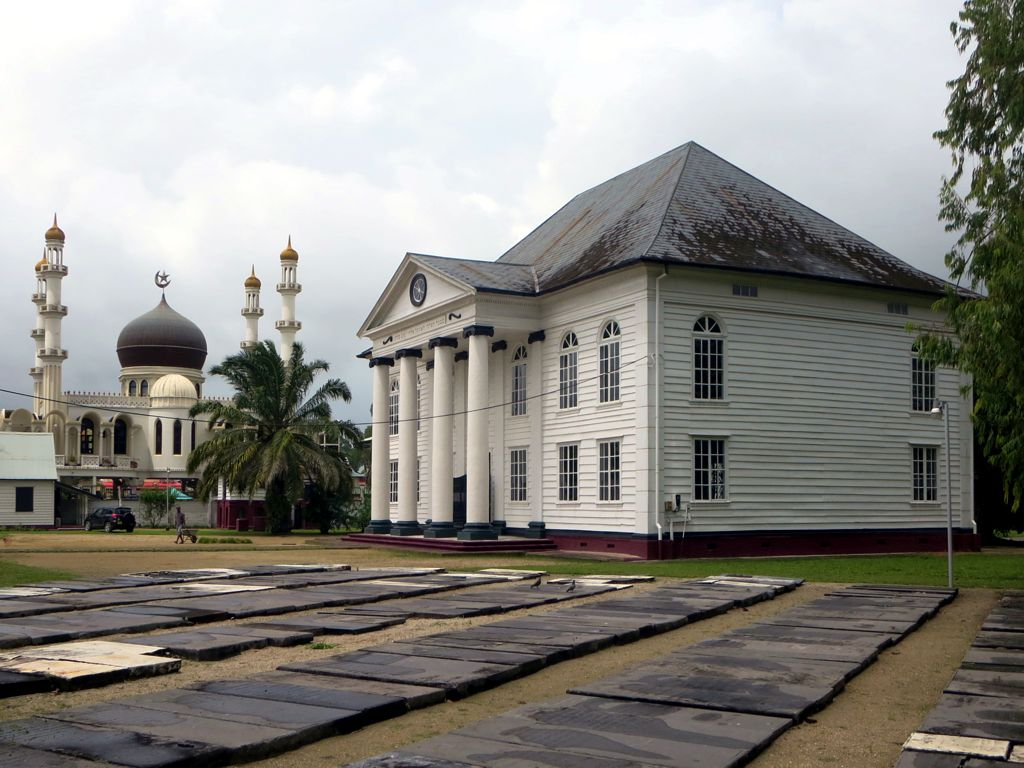
À droite, la synagogue Neveh Shalom et à gauche, la mosquée Keiserstraat, à Paramaribo.

Après l'abandon de Jodensavanne, les Sépharades rejoignent Paramaribo, ville principale de la colonie où sont établis des Juifs ashkénazes qui pratiquent des travaux manuels et du petit commerce. Les différences socioéconomiques entre les deux communautés tendent à s'estomper. Alors que les Sépharades se retrouvent ruinés après l'effondrement de l'économie de plantation, les Ashkénazes beaucoup plus pauvres à l'origine connaissent une certaine réussite économique.
De nos jours, quelques centaines de Juifs demeurent au Surinam.

## Galerie

« Vue de la synagogue et du cimetière du côté du chemin du cordon militaire », Jodensavanne (v. 1860)
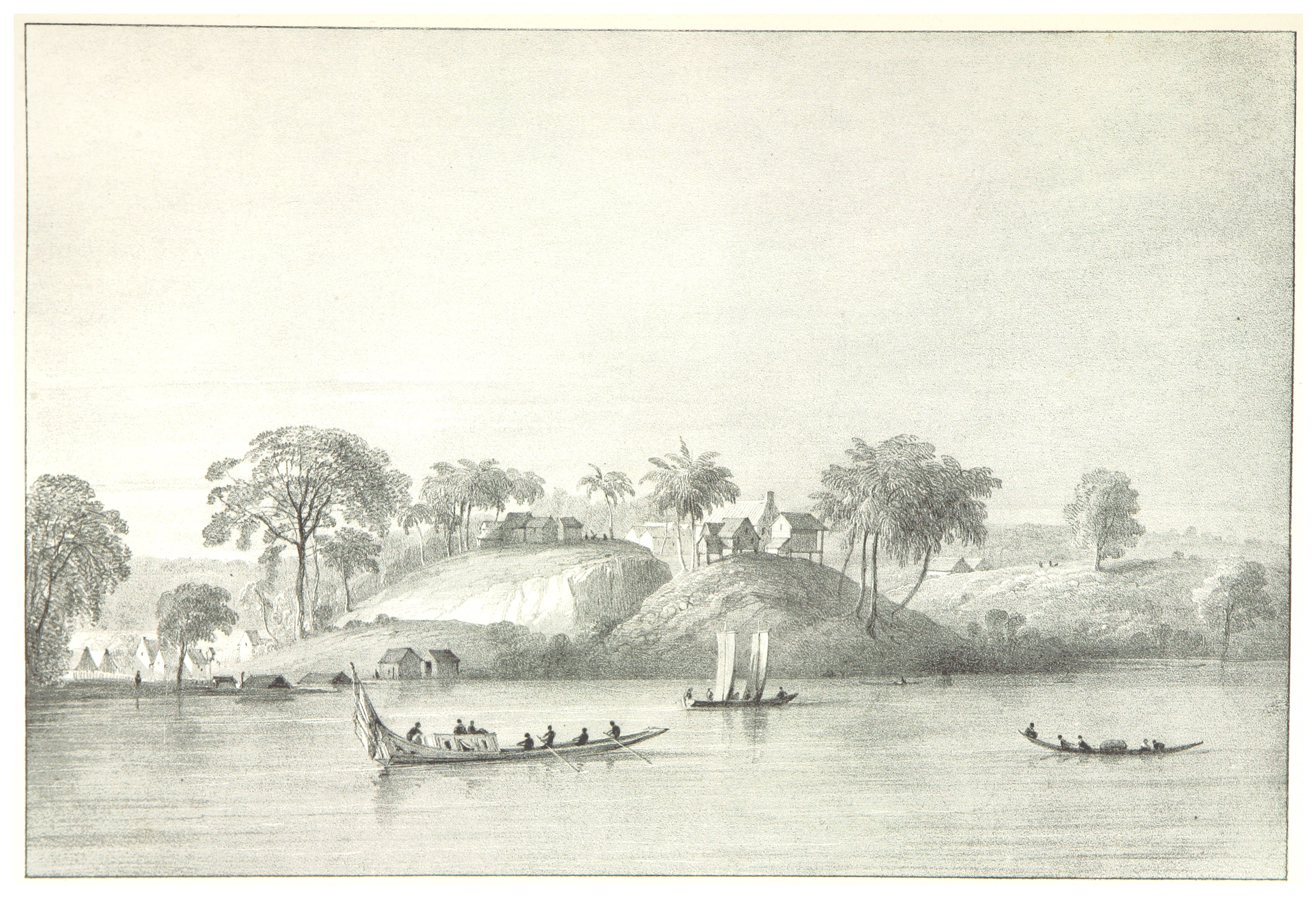
« Vue de Jodensavanne sur le fleuve Suriname » (1872)
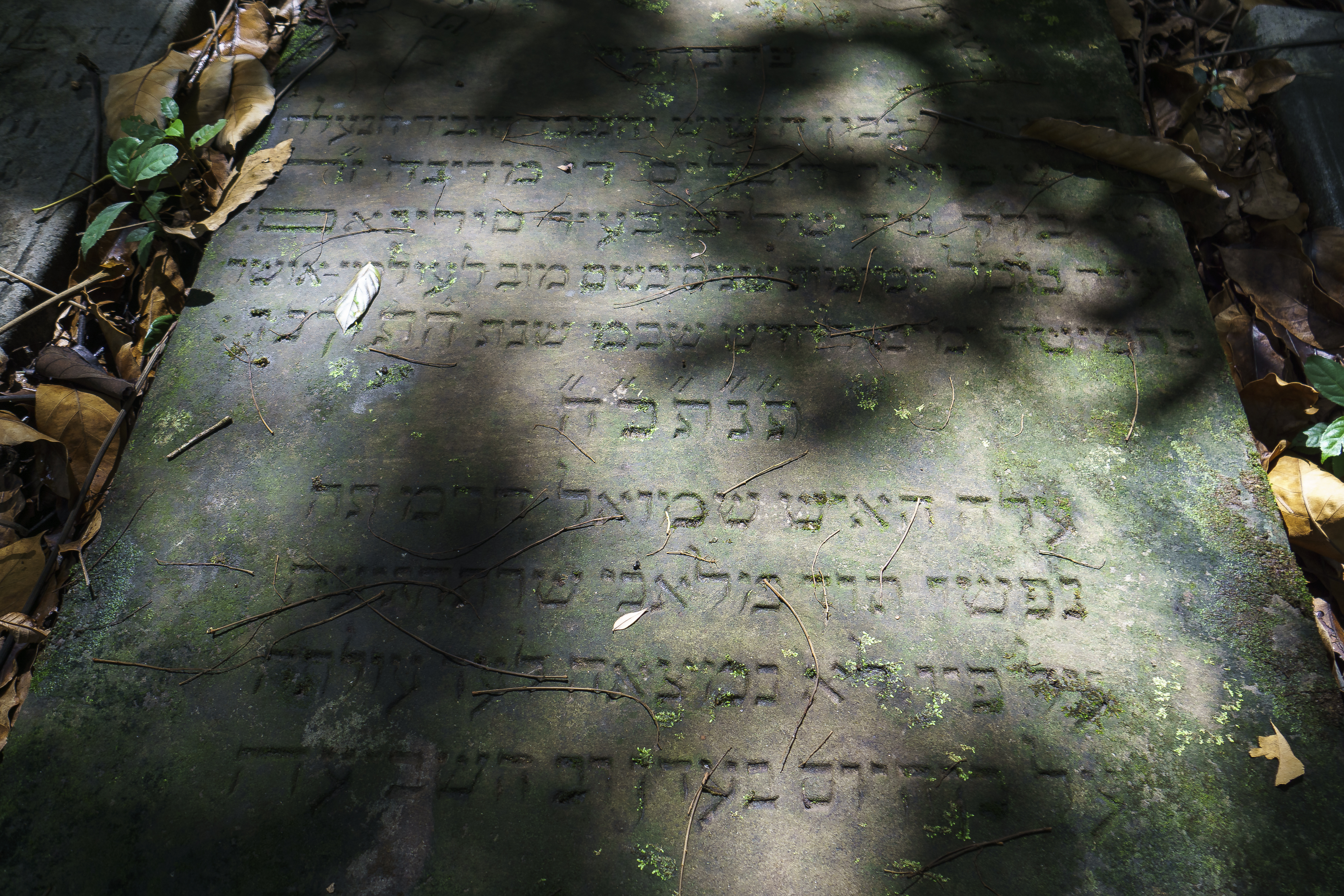
Ancienne pierre funéraire aux inscriptions hébraïques à Jodensavanne
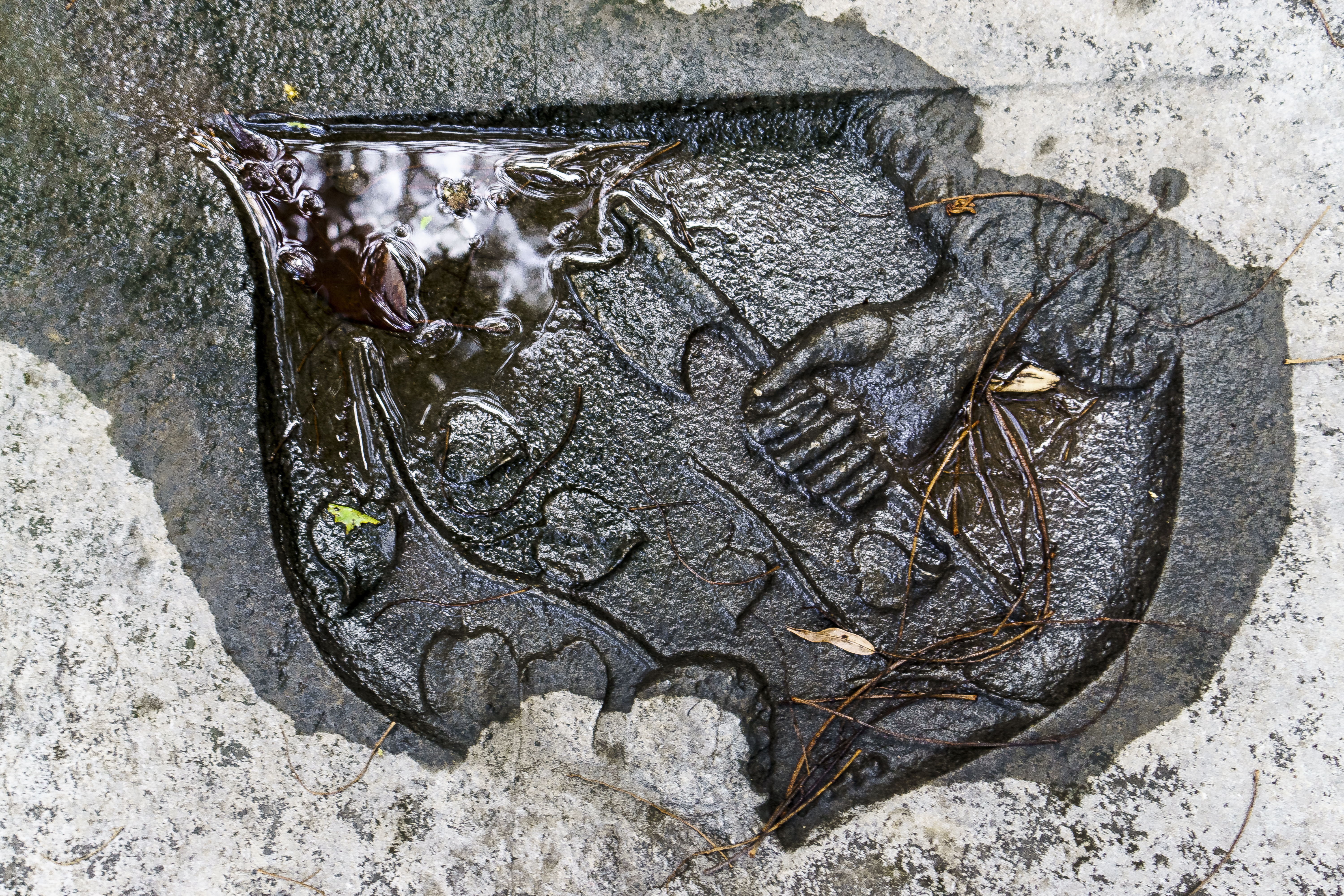
Pierre tombale d'une personne morte « avant son temps » (peu âgée) à Jodensavanne
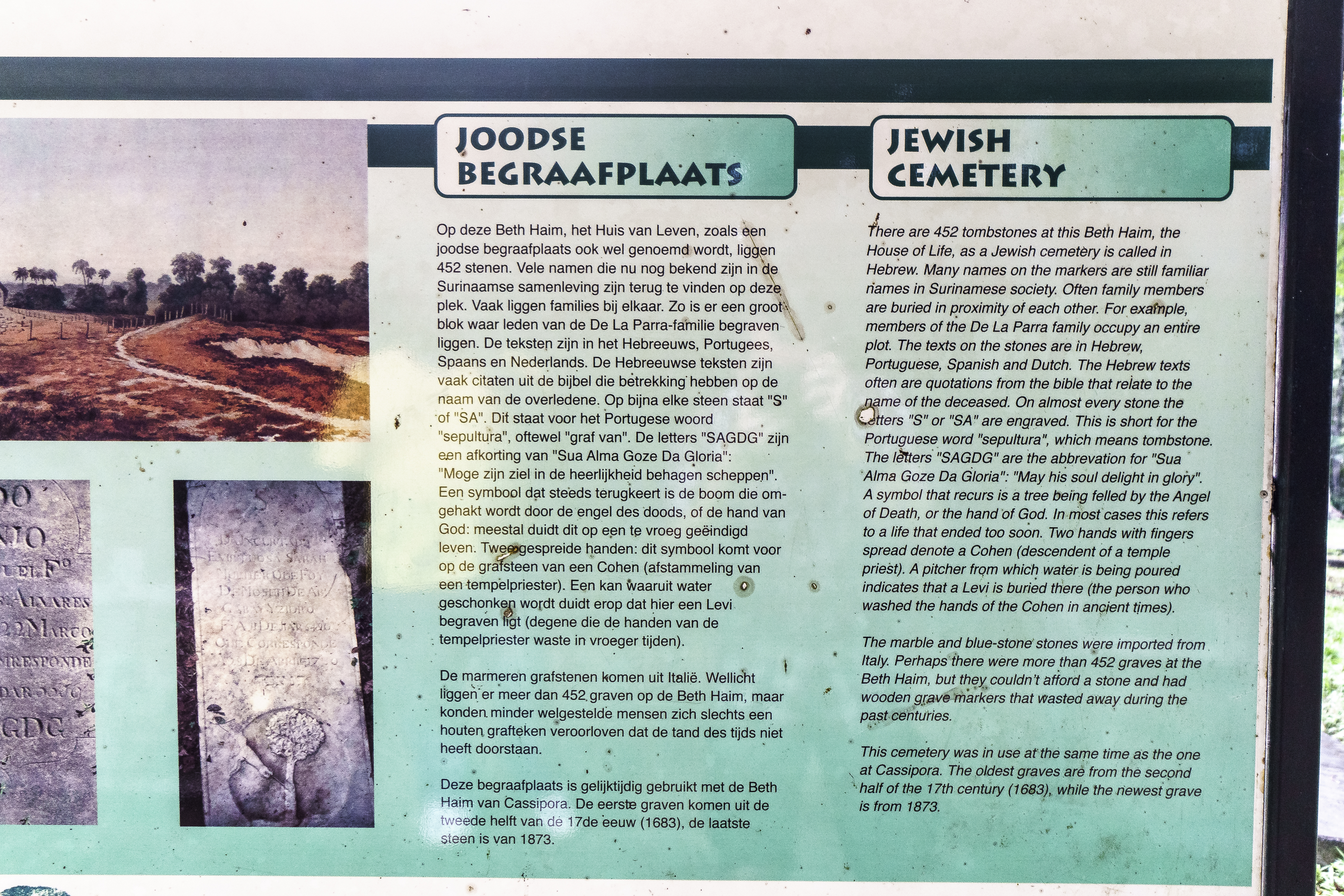
Panneau informatif au cimetière juif de Jodensavanne
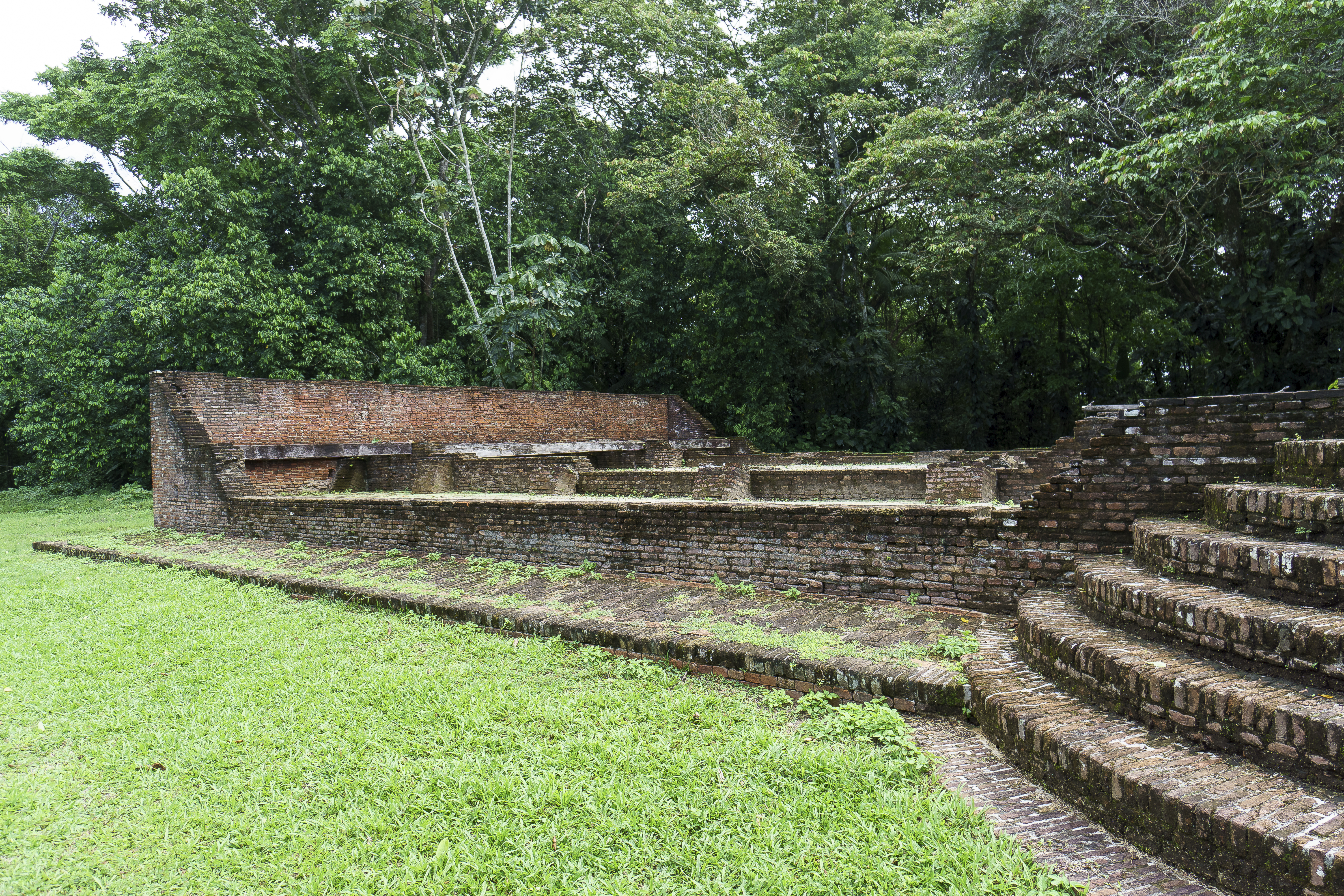
Ruines de l'ancienne synagogue de Jodensavanne